# یوهنیا آندریایوا
یوهنیا آندریایوا (اوکراینی: Євгенія Сергіївна Андрєєва؛ زادهٔ ۱۶ فوریهٔ ۱۹۷۶) ورزشکار روئینگ اهل اتحاد جماهیر شوروی سوسیالیستی است.

## حرفه
وی همچنین از قایقرانان روئینگ بازی‌های المپیک تابستانی ۲۰۰۰ بوده‌است.